# Shama Aboobakar
Shama Aboobakar (* 6. Juli 1983 in Beau Bassin-Rose Hill) ist eine mauritische Badmintonspielerin. 

## Karriere
Shama Aboobakar siegte 2001 bei den Mauritius International. 2002 und 2005 war sie bei den Kenya International erfolgreich. Bei den Afrikameisterschaften 2002 und 2009 gewann sie Silber, 2004 Bronze.

## Sportliche Erfolge
| Saison | Veranstaltung              | Disziplin   | Platz | Name                               |
| ------ | -------------------------- | ----------- | ----- | ---------------------------------- |
| 2001   | Mauritius International    | Mixed       | 1     | Stephan Beeharry / Shama Aboobakar |
| 2002   | Kenya International        | Mixed       | 1     | Stephan Beeharry / Shama Aboobakar |
| 2002   | Afrikameisterschaft        | Dameneinzel | 3     | Shama Aboobakar                    |
| 2004   | Afrikameisterschaft        | Mixed       | 2     | Stephan Beeharry / Shama Aboobakar |
| 2005   | Kenya International        | Damendoppel | 1     | Shama Aboobakar / Amrita Sawaram   |
| 2009   | Afrikameisterschaft        | Mixed       | 3     | Sahir Edoo / Shama Aboobakar       |
| 2012   | Mauritius International    | Dameneinzel | 1     | Shama Aboobakar                    |
| 2012   | Botswana International     | Dameneinzel | 1     | Shama Aboobakar                    |
| 2012   | South Africa International | Damendoppel | 2     | Shama Aboobakar / Stacey Doubell   |